# خانچا (استان اشوی‌داشکسیه)
خانچا (به لهستانی: Chańcza) یک منطقهٔ مسکونی در لهستان است که در گمینا راکوو واقع شده‌است. خانچا ۴۴۱ نفر جمعیت دارد.